# Ethniki Odos 83
Die Ethniki Odos 83 (griechisch Εθνική Οδός 83 ‚Nationalstraße 83‘) ist eine Straßenverbindung in Griechenland. Sie verbindet den Stadtteil Ambelokipi (Αμπελόκηποι) von Athen über Kiparisa und Marathon und führt von dort wieder nach Süden in die Nähe von Rafina (Ραφήνα) an der Meeresbucht Kolpos Petalion.

## Verlauf

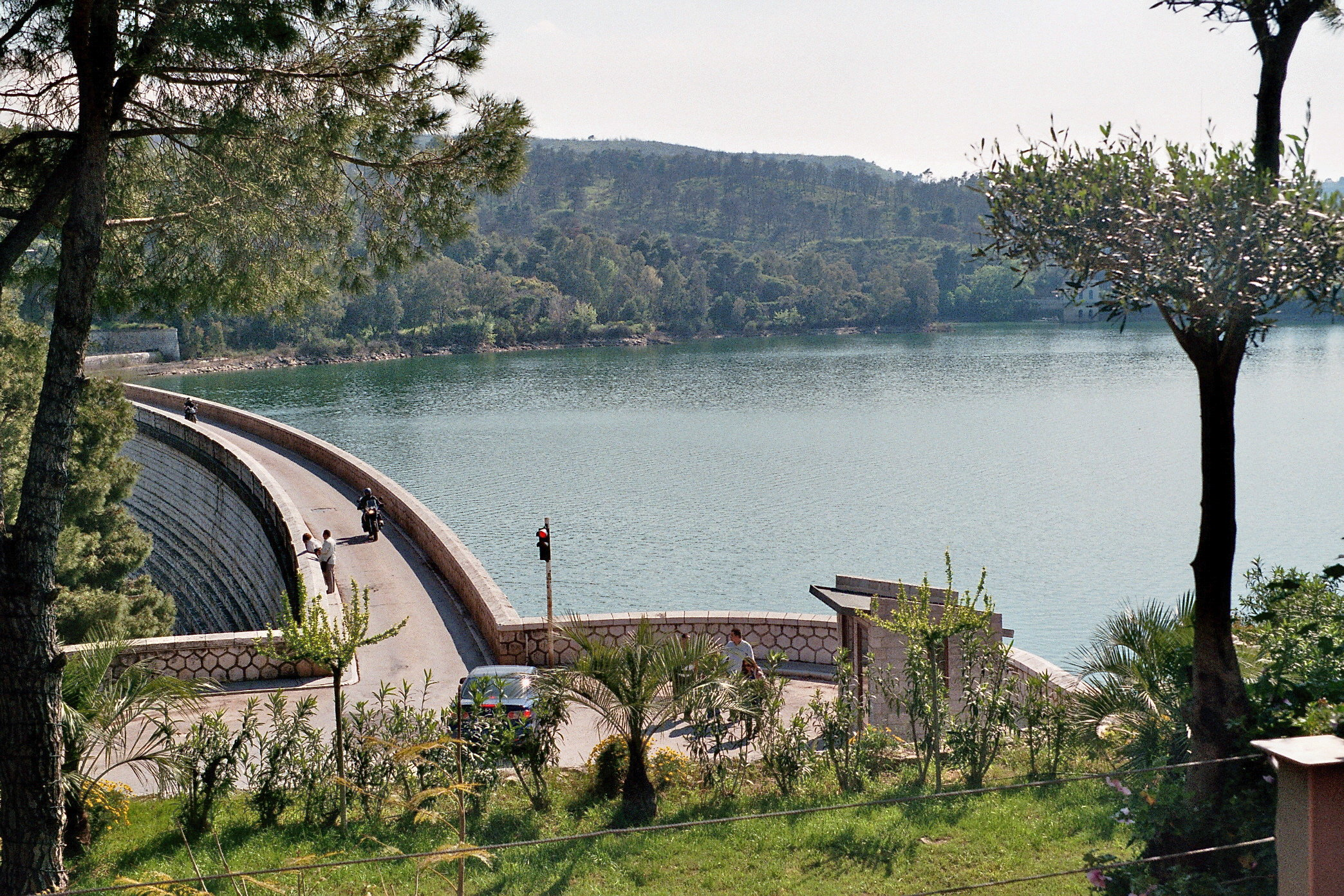
Staumauer des Marathon-Sees

Die auch als Kifisias-Allee bekannte Straße beginnt im Athener Stadtteil Ambelokipi an der Ethniki Odos 54 und führt nach Nordosten über die Autobahn Aftokinitodromos 6 (Attiki Odos, Ausfahrt Kifisias) nach Kifisia (Κηφισιά). Nach der OSM-Karte führt sie über den Abzweig der Ethniki Odos 81 in Agios Stefanos weiter zum Marathon-See, einem Stausee, und über dessen ampelgeregelte Staumauer. Von dort führt sie weiter über Vothonas nach Marathon (38/9/0/N, 23/58/0/E). Hier wendet sie sich nach Süden und nähert sich bei Nea Makri der Küste, der sie in gewissem Abstand nach Süden folgt, bis sie westlich von Rafina an der direkt von Athen nach Rafina führenden Ethniki Odos 54 endet.